# سافت‌اینجین
سافت‌اینجین (به انگلیسی: Softengine) گروه موسیقی فنلاندی است.
آن ها در یوروویژن ۲۰۱۴ نماینده فنلاند بودند.